# Пхулан Деви
Пхулан Деви (хинди फूलन देवी, англ. Phulan Devī, 10 августа 1963 — 25 июля 2001) — индийская политическая деятельница, первоначально лидер бандформирования, известная в СМИ под прозвищем «Королева бандитов». Дважды избиралась депутатом индийского парламента, где защищала интересы представителей низших каст и неприкасаемых. Убита, предположительно, наёмными убийцами.
Пхулан Деви примкнула к бандитам после того, как была изнасилована представителями высшей касты из своей деревни. В 1981 году по её приказу были убиты 22 жителя высших каст деревни Бехмай, включая двух из её насильников. Преступление получило огласку по всей Индии, сделав Деви известной всей стране. Некоторые считают, что большинство её преступлений были совершены с целью добиться справедливости для страдающих женщин, особенно из низших каст. Однако индийские власти считают это мифом. Позже, она сдалась и дважды побеждала на выборах в качестве члена партии Самаджвади. Убийц Деви так и не нашли, предположительно её убийство стало местью за кровавую расправу над жителями Бехмая. В 1994 году по мотивам её жизни был снят фильм «Королева бандитов».

## Ранняя жизнь
Пхулан Деви родилась в небольшой деревне в округе Джалаун индийского штата Уттар-Прадеш. Она была четвёртым ребёнком в семье принадлежавшей к касте маллах (лодочников).
Отец Пхулан владел участком земли площадью в 1 акр (0,4 гектара), на котором росло дерево Ним, и надеялся, что благодаря этому сможет выдать дочь замуж, накопив денег для уплаты приданого. Когда Пхулан было одиннадцать лет, умерли её бабушка и дедушка, главой семьи стал дядя Бихари. Он путём обмана завладел наследством, оставив семью девочки в нищете. После смерти дяди его сын Маядин объявил себя главой семьи. Воспользовавшись отсутствием отца Пхулан, он срубил дерево Ним и продал, оставив деньги себе. Хотя её отец решился лишь на мягкий протест, Пхулан не собиралась отступать перед двоюродным братом. Она насмехались над ним и публично назвала вором. Вместе со старшой сестрой она устроила сидячую забастовку. Даже после того, как Пхулан ударили кирпичом, она не сдалась. В попытке избавиться от неё, родственники договорились выдать одиннадцатилетнюю девочку замуж за человека по имени Лал Путти, которому было за 30, жившему за несколько сотен километров. Позже Пхулан утверждала в автобиографии, что у него был «очень плохой характер».
Муж Пхулан плохо обращался с юной женой и насиловал её. Она несколько раз убегала домой, но каждый раз девочку возвращали мужу для сурового наказания. В конце концов Путти Лал выгнал жену и она вернулась в дом своего отца, став в родной деревне изгоем. Несмотря на всё это Пхулан по-прежнему не хотела смириться и продолжала обвинять Маядина в воровстве. Она даже обратилась в суд, но проиграла дело.
В 1979 году Маядин обвинил Пхулан в краже и добился её ареста полицией на три дня. В тюрьме девушку избили и изнасиловали. Выйдя на свободу она в дальнейшем избегала родную деревню, чувствуя боль от своей беспомощности.

## Банда
В 1979 году Пхулан была похищена бандой Бабу Гуджара. Есть версия, что это Маядин заплатил бандитам за похищение сестры. Девушка приглянулась главарю, но за неё вступился Викрам Маллах, второй человек в банде, который принадлежал к той же касте что и Пхулан. Однажды ночью, когда Бабу пытался изнасиловать девушку, Викрам убил его и взял на себя руководство бандой. Пхулан влюбилась в него и стала второй женой Маллаха. Банда разграбила деревню, где жил первый муж Пхулан. Путти Лала на глазах у жителей деревни вытащили из дома и избили до полусмерти, оставив лежать на дороге почти мёртвым, с запиской, в качестве предупреждения для пожилых людей, вступающих в брак с молодыми девушками.
Пхулан Деви сама стала участвовать в грабежах банды на территории штатов Уттар-Прадеш и Мадхья-Прадеш. В основном банда грабила деревенских жителей из высших каст, похищала богатых землевладельцев с последующим требованием выкупа за их освобождение, а также совершала железнодорожные ограбления. После каждого преступления Пхулан Деви посещала храм индуистской богини-воительницы Дурга и благодарила её за защиту. В промежутках между преступлениями члены банды прятались в ущельях реки Чамбал в округе Дхолпур соседнего штата Раджастхан.

## Расправа в Бехмай
Некоторое время спустя в банду вернулись братья Шри Рам и Лала Рам, принадлежащих к высшей касте тхакуров. Они были возмущены убийством лидера банды членом более низкой касты. Шри Рам стал домогаться Пхулан, но Викрам заставил его извиниться перед девушкой, что привело к напряженности в отношениях между новым главарём и братьями. В ответ во время грабежей Шри Рам начал бить и оскорблять маллахов. Это вызвало недовольство бандитов из числа маллахов, многие из которых покинули банду. Одновременно Шри Рам привлекал в банду тхакуров. Викрам предложил разделить банду на две, но Шри Рам отказался. Вскоре после этого, Шри Рам и другие бандиты-тхакуры попытались убить Викрама и Пхулан, которым удалось спастись. Однако, позже Шри Рама добился своего, убил Викрама, а Пхулан похитил и запер в деревне Бехмай.
В Бехмае Пхулан неоднократно избивали и насиловали. Через три недели ей, с помощью местных жителей из низших каст, удалось бежать вместе с двумя другими маллахами, состоявшими в банде Викрама. Пхулан вместе с Ман Сингхом, сподвижником Викрама, собрала банду из числа маллахов и совершила серию жестоких ограблений в Северной и Центральной Индии, жертвами которых в основном становились представители высших каст. Некоторые говорят, что Пхулан грабила только людей высшиx каст и делилась добычей с низшими кастами, но индийские власти настаивают, что это миф.
Через семнадцать месяцев после побега из Бехмая, Пхулан вернулась в деревню, чтобы отомстить. 14 февраля 1981 года она и другие бандиты вошли в деревню, одетые как полицейские. Местные тхакуры в это время готовились к свадьбе. Бандиты потребовали, чтобы похитители Пхулан, в первую очередь Шри Рам, были выданы вместе со всеми ценностями в деревне. Подробной информации о том, что именно произошло, нет, но, как говорят[кто?], Пхулан удалось опознать двоих мужчин, которые ранее насиловали её. Не сумев найти всех похитителей, она приказала своим бандитам собрать всех молодых тхакуров и расстрелять их. Были убиты двадцать два мужчины, большинство из которых не участвовали в её похищении или изнасилованиях. Позже Пхулан Деви утверждала, что она сама никого не убивала — все убийства были совершены членами её банды.
После резни в Бехмае ушёл в отставку главный министр штата Уттар-Прадеш В. П. Сингх. Власти устроили несколько широкомасштабных облав, которые не дали никакого результата. Сама же Пхулан Деви прославилась на всю Индию, заслужив в индийских СМИ прозвище «Королевы бандитов». Популярность бандитской королевы привела к тому, что на рынках в штате Уттар-Прадеш начали продавать куклы Пхулан, одетой как богиня Дурга.

## Арест
В течение двух лет полиция не могла захватить Пхулан Деви. В конце концов правительство Индиры Ганди решило начать переговоры. К этому времени состояние здоровья Пхулан значительно ухудшилось, а большинство членов её банды были мертвы. В феврале 1983 года она решила сдаться властям. Тем не менее, Пхулан заявила, что не доверяет полиции штата Уттар-Прадеш, и готова сдаться только полиции штата Мадхья-Прадеш. Она также настаивала, что сложит оружие только перед портретом Махатмы Ганди и индуистской богини Дурги. Она поставила перед властями и другие условия, в частности подтвердить отказ от смертной казни и приговорить других членов банды не более чем к восьми годам тюрьмы.
Безоружный начальник полиции встретил Пхулан и сопроводил до города Бхинд, где она положила свою винтовку перед изображениями Ганди и богини Дурги. В городе её встречали главный министр штата Мадхья-Прадеш Арджун Сингх, около 10 000 человек и 300 полицейских, чтобы арестовать Пхулан и других членов банды.
Пхулан Деви была обвинена в 48 преступлениях, в том числе было выдвинуто 30 обвинений в бандитизме и похищениях людей. Вопреки обещаниям властей, «Королева бандитов» 11 лет провела в тюрьме. Всё это время шло следствие. В течение этого периода, она была прооперированна по поводу кисты яичников, получив ненужную гистерэктомию. Как позже сообщалось, врач, делавший операцию, сказал, что «нечего плодить новых Пхулан Деви». Только в 1994 году правительство штата Уттар-Прадеш во главе с социалистом Малаямом Сингом Ядавом, сняло все обвинения выдвинутые против Пхулан Деви. Большую роль в её освобождении сыграл Вишамбар Прасад Нишад, лидер сообщества рыбаков Nishadha.

## Политическая карьера
Выйдя на свободу, Пхулан решила заняться политикой, желая защищать женщин и представителей низших каст. В 1996 году она была успешно избрана в нижнюю палату парламента Индии 11-го созыва от избирательного округа Мирзапур в штате Уттар-Прадеш как кандидат региональной Самаджвади парти (Социалистической партии), получив более 300 тысяч голосов. После выборов 1998 года она потеряла место в парламенте, но в 1999 году вернулась в Лок Сабха и оставалась депутатом до своей смерти.

## Смерть
25 июля 2001 года Пхулан Деви была застрелена тремя вооруженными людьми в масках около своего бунгало в Нью-Дели. Убийцы выстрелили пять раз, трижды в голову и дважды в тело, после чего скрылись с места происшествия на автомобиле Maruti. Пхулан была доставлена в ближайшую больницу, где и умерла. Главным обвиняемым в её убийстве стал Шер Сингх Ран по прозвищу Панкадж, позже он сам сдался полиции. Он утверждал, что убил Пхулан Деви, желая отомстить за резню в Бехмае.
Полицию обвиняли в некомпетентности при расследовании убийства.
В 2014 году Шер Сингх Ран был приговорён к пожизненному заключению.

## Кино и автобиография
В 1994 году Шекхар Капур снял фильм «Королева бандитов» о жизни Пхулан Деви, основанный на вышедшей в 1993 году книги Мала Сена «Индийская королева бандитов: Подлинная история Пхулан Деви» (India’s Bandit Queen: The True Story of Phoolan Devi). Пхулан Деви была недовольна фильмом, считая что он неточно передаёт её историю, и боролась за запрет на показ картины в Индии. Она даже угрожала сжечь себя, если фильм не будет снят с проката. В конце концов, Пхулан сняла свои возражения после того, как ей заплатили 40 000 фунтов стерлингов. Фильм принес ей международное признание. Позже индийская писательница Арундати Рой, известная своими левыми взглядами, в своей статье The Great Indian Rape Trick обвинила Капура в эксплуатации образа Пхулан Деви, а также в искажении и её жизни, и её значения.
Хотя Пхулан была неграмотной, она с помощью зарубежных авторов Мари-Терез Кюни и Пола Рамбали выпустила свою автобиографию под названием «Королева бандитов Индии: Удивительное путешествие индийской женщины от крестьянки до международной легенды» (The Bandit Queen of India: An Indian Woman's Amazing Journey From Peasant to International Legend).

### Книги о Пхулан Деви
- Richard Shears, Isobelle Gidley. Devi: The Bandit Queen. — Allen & Unwin, 1984. — P. 258. — ISBN 978-0049200975.
- Mala Sen. India's Bandit Queen: The True Story of Phoolan Devi. — Pandora / HarperCollins, 1991. — 254 p. — ISBN 978-0002720663.
- Phoolan Devi, Marie-Thérèse Cuny, Paul Rambali. I, Phoolan Devi: The Autobiography of India's Bandit Queen. — Little, Brown And Company, 1996. — 472 p. — ISBN 978-0316879606..
- Roy Moxham. Outlaw: India's Bandit Queen and Me. — Random House UK, 2010. — 214 p. — ISBN 978-1-84604-182-2.
- Phoolan Devi, Marie-Therese Cuny, Paul Rambali. The Bandit Queen of India: An Indian Woman's Amazing Journey from Peasant to International Legend. — Guilford, Connecticut: Lyons Press, 2006. — 512 p. — ISBN 978-1-59228-641-6.
- N. Pugazhendhi. Phoolan Devi / Coimbatore in Tamil translated from Malayalam.
- John Arquilla. Insurgents, Raiders, and Bandits: How Masters of Irregular Warfare Have Shaped Our World. — Ivan R. Dee, 2011. — 336 p. — ISBN 978-1-56663-832-6.

### Другие источники
- Karen Gabriel. Reading Rape: Sexual Difference, Representational Excess, and Narrative Containment // Narratives of Indian Cinema / ed. Manju Jain. — Delhi: Primus Books, 2009. — P. 145-166.
- Mary Anne Weaver. India's Bandit Queen. A saga of revenge—and the making of a legend of 'the real India' (англ.). The Atlantic (ноябрь 1996). Дата обращения: 26 января 2018.
- Peacock, J. Sunita. Phoolan Devi: The Primordial Tradition of the Bandit Queen // Transnationalism and the Asian American Heroine: Essays on Literature, Film, Myth and Media / Lan Dong. — McFarland, 2010. — P. 187–195. — 239 p. — ISBN 978-0786446322.